# Плей-оф Кубка Стенлі 1986
Плей-оф Кубка Стенлі 1986 — стартував після регулярного чемпіонату 9 квітня та фінішував 24 травня 1986.

## Учасники плей-оф

### Конференція Принца Уельського

#### Дивізіон Адамса
1. Квебек Нордікс, чемпіон дивізіону Адамса – 92 очка
2. Монреаль Канадієнс – 87 очок
3. Бостон Брюїнс – 86 очок
4. Гартфорд Вейлерс – 84 очка

#### Дивізіон Патрик
1. Філадельфія Флайєрс, чемпіон дивізіону Патрика, Конференції Принца Уельського – 110 очок
2. Вашингтон Кепіталс – 107 очок
3. Нью-Йорк Айлендерс – 90 очок
4. Нью-Йорк Рейнджерс – 78 очок

### Конференція Кларенса Кемпбела

#### Дивізіон Норріса
1. Чикаго Блекгокс, чемпіон дивізіону Норріса – 86 очок
2. Міннесота Норт-Старс – 85 очок
3. Сент-Луїс Блюз – 83 очка
4. Торонто Мейпл-Ліфс – 57 очок

#### Дивізіон Смайт
1. Едмонтон Ойлерс, чемпіон дивізіону Смайт, Конференції Кларенса Кемпбела, Кубок Президента – 119 очок
2. Калгарі Флеймс – 89 очок
3. Вінніпег Джетс – 59 очок (26 перемог)
4. Ванкувер Канакс – 59 очок (23 перемог)

## Плей-оф
|  | 1/8 фіналу | 1/8 фіналу                            | 1/8 фіналу    |   |             | Чвертьфінали  | Чвертьфінали | Чвертьфінали |                    |                    | Півфінали           | Півфінали           | Півфінали           |  |  | Фінал Кубка Стенлі | Фінал Кубка Стенлі | Фінал Кубка Стенлі |
|  |            |                                       |               |   |             |               |              |              |                    |                    |                     |                     |                     |  |  |                    |                    |                    |
|  | 1          | Квебек                                | 1             |   |             | A4            | Гартфорд     | 3            |                    |                    |                     |                     |                     |  |  |                    |                    |                    |
|  | 8          | Гартфорд                              | 3             |   |             | A2            | Монреаль     | 4            |                    |                    |                     |                     |                     |  |  |                    |                    |                    |
|  |            |                                       |               |   |             |               |              |              |                    |                    |                     |                     |                     |  |  |                    |                    |                    |
|  | 2          | Монреаль                              | 3             |   |             |               |              |              | Східна конференція | Східна конференція | Східна конференція  | Східна конференція  | Східна конференція  |  |  |                    |                    |                    |
|  | 2          | Монреаль                              | 3             |   |             |               |              |              | Східна конференція | Східна конференція | Східна конференція  | Східна конференція  | Східна конференція  |  |  |                    |                    |                    |
|  | 7          | Бостон                                | 0             |   |             |               |              |              |                    |                    |                     |                     |                     |  |  |                    |                    |                    |
|  | 7          | Бостон                                | 0             |   |             |               |              |              |                    | A2                 | Монреаль            | 4                   |                     |  |  |                    |                    |                    |
|  |            |                                       |               |   |             |               |              |              |                    | A2                 | Монреаль            | 4                   |                     |  |  |                    |                    |                    |
|  |            | P4                                    | Н-Й Рейнджерс | 1 |             |               |              |              |                    |                    |                     |                     |                     |  |  |                    |                    |                    |
|  | 3          | P4                                    | Н-Й Рейнджерс | 1 | Філадельфія | 2             |              |              |                    |                    |                     |                     |                     |  |  |                    |                    |                    |
|  | 3          |                                       |               |   | Філадельфія | 2             |              |              |                    |                    |                     |                     |                     |  |  |                    |                    |                    |
|  | 6          | Н-Й Рейнджерс                         | 3             |   |             |               |              |              |                    |                    |                     |                     |                     |  |  |                    |                    |                    |
|  | 6          | Н-Й Рейнджерс                         | 3             |   |             |               |              |              |                    |                    |                     |                     |                     |  |  |                    |                    |                    |
|  |            |                                       |               |   |             |               |              |              |                    |                    |                     |                     |                     |  |  |                    |                    |                    |
|  |            |                                       |               |   |             |               |              |              |                    |                    |                     |                     |                     |  |  |                    |                    |                    |
|  | 4          | Вашингтон                             | 3             |   | P4          | Н-Й Рейнджерс | 4            |              |                    |                    |                     |                     |                     |  |  |                    |                    |                    |
|  | 4          | Вашингтон                             | 3             |   | P4          | Н-Й Рейнджерс | 4            |              |                    |                    |                     |                     |                     |  |  |                    |                    |                    |
|  | 5          | Н-Й Айлендерс                         | 0             |   |             | P2            | Вашингтон    | 2            |                    |                    |                     |                     |                     |  |  |                    |                    |                    |
|  | 5          | Н-Й Айлендерс                         | 0             |   |             |               |              |              |                    | A2                 | Монреаль            | 4                   |                     |  |  |                    |                    |                    |
|  |            | (Пари пересіяні після першого раунду) |               |   |             |               |              |              |                    | A2                 | Монреаль            | 4                   |                     |  |  |                    |                    |                    |
|  |            | S2                                    | Калгарі       | 1 |             |               |              |              |                    |                    |                     |                     |                     |  |  |                    |                    |                    |
|  | 1          | S2                                    | Калгарі       | 1 | Чикаго      | 0             |              |              | N4                 | Торонто            | 3                   |                     |                     |  |  |                    |                    |                    |
|  | 1          |                                       |               |   | Чикаго      | 0             |              |              | N4                 | Торонто            | 3                   |                     |                     |  |  |                    |                    |                    |
|  | 8          | Торонто                               | 3             |   |             | N3            | Сент-Луїс    | 4            |                    |                    |                     |                     |                     |  |  |                    |                    |                    |
|  | 8          | Торонто                               | 3             |   |             | N3            | Сент-Луїс    | 4            |                    |                    |                     |                     |                     |  |  |                    |                    |                    |
|  |            |                                       |               |   |             |               |              |              |                    |                    |                     |                     |                     |  |  |                    |                    |                    |
|  | 2          | Міннесота                             | 2             |   |             |               |              |              |                    |                    |                     |                     |                     |  |  |                    |                    |                    |
|  | 2          | Міннесота                             | 2             |   |             |               |              |              |                    |                    |                     |                     |                     |  |  |                    |                    |                    |
|  | 7          | Сент-Луїс                             | 3             |   |             |               |              |              |                    |                    |                     |                     |                     |  |  |                    |                    |                    |
|  | 7          | Сент-Луїс                             | 3             |   |             |               |              |              | N3                 | Сент-Луїс          | 3                   |                     |                     |  |  |                    |                    |                    |
|  |            |                                       |               |   |             |               |              |              | N3                 | Сент-Луїс          | 3                   |                     |                     |  |  |                    |                    |                    |
|  |            | S2                                    | Калгарі       | 4 |             |               |              |              |                    |                    |                     |                     |                     |  |  |                    |                    |                    |
|  | 3          | S2                                    | Калгарі       | 4 | Едмонтон    | 3             |              |              |                    |                    |                     |                     |                     |  |  |                    |                    |                    |
|  | 3          |                                       |               |   | Едмонтон    | 3             |              |              |                    |                    |                     |                     |                     |  |  |                    |                    |                    |
|  | 6          | Ванкувер                              | 0             |   |             |               |              |              |                    |                    | Західна конференція | Західна конференція | Західна конференція |  |  |                    |                    |                    |
|  | 6          | Ванкувер                              | 0             |   |             |               |              |              |                    |                    | Західна конференція | Західна конференція | Західна конференція |  |  |                    |                    |                    |
|  |            |                                       |               |   |             |               |              |              |                    |                    |                     |                     |                     |  |  |                    |                    |                    |
|  | 4          | Калгарі                               | 3             |   | S1          | Едмонтон      | 3            |              |                    |                    |                     |                     |                     |  |  |                    |                    |                    |
|  | 4          | Калгарі                               | 3             |   | S1          | Едмонтон      | 3            |              |                    |                    |                     |                     |                     |  |  |                    |                    |                    |
|  | 5          | Вінніпег                              | 0             |   |             | S2            | Калгарі      | 4            |                    |                    |                     |                     |                     |  |  |                    |                    |                    |

### 1/8 фіналу
Конференція Принца Уельського
| Квебек Нордікс та Гартфорд Вейлерс | Квебек Нордікс та Гартфорд Вейлерс | Квебек Нордікс та Гартфорд Вейлерс | Квебек Нордікс та Гартфорд Вейлерс | Квебек Нордікс та Гартфорд Вейлерс | Квебек Нордікс та Гартфорд Вейлерс | Квебек Нордікс та Гартфорд Вейлерс |
| Дата                               | Господарі                          | Господарі                          | Гості                              | Гості                              | Примітки                           |                                    |
| ---------------------------------- | ---------------------------------- | ---------------------------------- | ---------------------------------- | ---------------------------------- | ---------------------------------- | ---------------------------------- |
| 9 квітня                           | Гартфорд                           | 3                                  | 2                                  | Квебек                             | OT                                 |                                    |
| 10 квітня                          | Гартфорд                           | 4                                  | 1                                  | Квебек                             |                                    |                                    |
| 12 квітня                          | Квебек                             | 4                                  | 9                                  | Гартфорд                           |                                    |                                    |
| Гартфорд виграв серію 3:0.         |                                    |                                    |                                    |                                    |                                    |                                    |

| Монреаль Канадієнс та Бостон Брюїнс | Монреаль Канадієнс та Бостон Брюїнс | Монреаль Канадієнс та Бостон Брюїнс | Монреаль Канадієнс та Бостон Брюїнс | Монреаль Канадієнс та Бостон Брюїнс | Монреаль Канадієнс та Бостон Брюїнс | Монреаль Канадієнс та Бостон Брюїнс |
| Дата                                | Господарі                           | Господарі                           | Гості                               | Гості                               | Примітки                            |                                     |
| ----------------------------------- | ----------------------------------- | ----------------------------------- | ----------------------------------- | ----------------------------------- | ----------------------------------- | ----------------------------------- |
| 9 квітня                            | Бостон                              | 1                                   | 3                                   | Монреаль                            |                                     |                                     |
| 10 квітня                           | Бостон                              | 2                                   | 3                                   | Монреаль                            |                                     |                                     |
| 12 квітня                           | Монреаль                            | 4                                   | 1                                   | Бостон                              |                                     |                                     |
| Монреаль виграв серію 3:0.          |                                     |                                     |                                     |                                     |                                     |                                     |

| Філадельфія Флайєрс та Нью-Йорк Рейнджерс | Філадельфія Флайєрс та Нью-Йорк Рейнджерс | Філадельфія Флайєрс та Нью-Йорк Рейнджерс | Філадельфія Флайєрс та Нью-Йорк Рейнджерс | Філадельфія Флайєрс та Нью-Йорк Рейнджерс | Філадельфія Флайєрс та Нью-Йорк Рейнджерс | Філадельфія Флайєрс та Нью-Йорк Рейнджерс |
| Дата                                      | Господарі                                 | Господарі                                 | Гості                                     | Гості                                     | Примітки                                  |                                           |
| ----------------------------------------- | ----------------------------------------- | ----------------------------------------- | ----------------------------------------- | ----------------------------------------- | ----------------------------------------- | ----------------------------------------- |
| 9 квітня                                  | Н-Й Рейнджерс                             | 6                                         | 2                                         | Філадельфія                               |                                           |                                           |
| 10 квітня                                 | Н-Й Рейнджерс                             | 1                                         | 2                                         | Філадельфія                               |                                           |                                           |
| 12 квітня                                 | Філадельфія                               | 2                                         | 5                                         | Н-Й Рейнджерс                             |                                           |                                           |
| 13 квітня                                 | Філадельфія                               | 7                                         | 1                                         | Н-Й Рейнджерс                             |                                           |                                           |
| 15 квітня                                 | Н-Й Рейнджерс                             | 5                                         | 2                                         | Філадельфія                               |                                           |                                           |
| Н-Й Рейнджерс виграв серію 3:2.           |                                           |                                           |                                           |                                           |                                           |                                           |

| Вашингтон Кепіталс та Нью-Йорк Айлендерс | Вашингтон Кепіталс та Нью-Йорк Айлендерс | Вашингтон Кепіталс та Нью-Йорк Айлендерс | Вашингтон Кепіталс та Нью-Йорк Айлендерс | Вашингтон Кепіталс та Нью-Йорк Айлендерс | Вашингтон Кепіталс та Нью-Йорк Айлендерс | Вашингтон Кепіталс та Нью-Йорк Айлендерс |
| Дата                                     | Господарі                                | Господарі                                | Гості                                    | Гості                                    | Примітки                                 |                                          |
| ---------------------------------------- | ---------------------------------------- | ---------------------------------------- | ---------------------------------------- | ---------------------------------------- | ---------------------------------------- | ---------------------------------------- |
| 9 квітня                                 | Н-Й Айлендерс                            | 1                                        | 3                                        | Вашингтон                                |                                          |                                          |
| 10 квітня                                | Н-Й Айлендерс                            | 2                                        | 5                                        | Вашингтон                                |                                          |                                          |
| 12 квітня                                | Вашингтон                                | 3                                        | 1                                        | Н-Й Айлендерс                            |                                          |                                          |
| Вашингтон виграв серію 3:0.              |                                          |                                          |                                          |                                          |                                          |                                          |

Конференція Кларенса Кемпбела
| Чикаго Блек Гокс та Торонто Мейпл-Ліфс | Чикаго Блек Гокс та Торонто Мейпл-Ліфс | Чикаго Блек Гокс та Торонто Мейпл-Ліфс | Чикаго Блек Гокс та Торонто Мейпл-Ліфс | Чикаго Блек Гокс та Торонто Мейпл-Ліфс | Чикаго Блек Гокс та Торонто Мейпл-Ліфс | Чикаго Блек Гокс та Торонто Мейпл-Ліфс |
| Дата                                   | Господарі                              | Господарі                              | Гості                                  | Гості                                  | Примітки                               |                                        |
| -------------------------------------- | -------------------------------------- | -------------------------------------- | -------------------------------------- | -------------------------------------- | -------------------------------------- | -------------------------------------- |
| 9 квітня                               | Торонто                                | 5                                      | 3                                      | Чикаго                                 |                                        |                                        |
| 10 квітня                              | Торонто                                | 6                                      | 4                                      | Чикаго                                 |                                        |                                        |
| 12 квітня                              | Чикаго                                 | 2                                      | 7                                      | Торонто                                |                                        |                                        |
| Торонто виграв серію 3:0.              |                                        |                                        |                                        |                                        |                                        |                                        |

| Міннесота Норт-Старс та Сент-Луїс Блюз | Міннесота Норт-Старс та Сент-Луїс Блюз | Міннесота Норт-Старс та Сент-Луїс Блюз | Міннесота Норт-Старс та Сент-Луїс Блюз | Міннесота Норт-Старс та Сент-Луїс Блюз | Міннесота Норт-Старс та Сент-Луїс Блюз | Міннесота Норт-Старс та Сент-Луїс Блюз |
| Дата                                   | Господарі                              | Господарі                              | Гості                                  | Гості                                  | Примітки                               |                                        |
| -------------------------------------- | -------------------------------------- | -------------------------------------- | -------------------------------------- | -------------------------------------- | -------------------------------------- | -------------------------------------- |
| 9 квітня                               | Сент-Луїс                              | 2                                      | 1                                      | Міннесота                              |                                        |                                        |
| 10 квітня                              | Сент-Луїс                              | 2                                      | 6                                      | Міннесота                              |                                        |                                        |
| 12 квітня                              | Міннесота                              | 3                                      | 4                                      | Сент-Луїс                              |                                        |                                        |
| 13 квітня                              | Міннесота                              | 7                                      | 4                                      | Сент-Луїс                              |                                        |                                        |
| 15 квітня                              | Сент-Луїс                              | 6                                      | 3                                      | Міннесота                              |                                        |                                        |
| Сент-Луїс виграв серію 3:2.            |                                        |                                        |                                        |                                        |                                        |                                        |

| Едмонтон Ойлерс та Ванкувер Канакс | Едмонтон Ойлерс та Ванкувер Канакс | Едмонтон Ойлерс та Ванкувер Канакс | Едмонтон Ойлерс та Ванкувер Канакс | Едмонтон Ойлерс та Ванкувер Канакс | Едмонтон Ойлерс та Ванкувер Канакс | Едмонтон Ойлерс та Ванкувер Канакс |
| Дата                               | Господарі                          | Господарі                          | Гості                              | Гості                              | Примітки                           |                                    |
| ---------------------------------- | ---------------------------------- | ---------------------------------- | ---------------------------------- | ---------------------------------- | ---------------------------------- | ---------------------------------- |
| 9 квітня                           | Ванкувер                           | 3                                  | 7                                  | Едмонтон                           |                                    |                                    |
| 10 квітня                          | Ванкувер                           | 1                                  | 5                                  | Едмонтон                           |                                    |                                    |
| 12 квітня                          | Едмонтон                           | 5                                  | 1                                  | Ванкувер                           |                                    |                                    |
| Едмонтон виграв серію 3:0.         |                                    |                                    |                                    |                                    |                                    |                                    |

| Калгарі Флеймс та Вінніпег Джетс | Калгарі Флеймс та Вінніпег Джетс | Калгарі Флеймс та Вінніпег Джетс | Калгарі Флеймс та Вінніпег Джетс | Калгарі Флеймс та Вінніпег Джетс | Калгарі Флеймс та Вінніпег Джетс | Калгарі Флеймс та Вінніпег Джетс |
| Дата                             | Господарі                        | Господарі                        | Гості                            | Гості                            | Примітки                         |                                  |
| -------------------------------- | -------------------------------- | -------------------------------- | -------------------------------- | -------------------------------- | -------------------------------- | -------------------------------- |
| 9 квітня                         | Вінніпег                         | 1                                | 5                                | Калгарі                          |                                  |                                  |
| 10 квітня                        | Вінніпег                         | 4                                | 6                                | Калгарі                          |                                  |                                  |
| 12 квітня                        | Калгарі                          | 4                                | 3                                | Вінніпег                         | OT                               |                                  |
| Калгарі виграв серію 3:0.        |                                  |                                  |                                  |                                  |                                  |                                  |

### Чвертьфінали
Конференція Принца Уельського
| Монреаль Канадієнс та Гартфорд Вейлерс | Монреаль Канадієнс та Гартфорд Вейлерс | Монреаль Канадієнс та Гартфорд Вейлерс | Монреаль Канадієнс та Гартфорд Вейлерс | Монреаль Канадієнс та Гартфорд Вейлерс | Монреаль Канадієнс та Гартфорд Вейлерс | Монреаль Канадієнс та Гартфорд Вейлерс |
| Дата                                   | Господарі                              | Господарі                              | Гості                                  | Гості                                  | Примітки                               |                                        |
| -------------------------------------- | -------------------------------------- | -------------------------------------- | -------------------------------------- | -------------------------------------- | -------------------------------------- | -------------------------------------- |
| 17 квітня                              | Гартфорд                               | 4                                      | 1                                      | Монреаль                               |                                        |                                        |
| 19 квітня                              | Гартфорд                               | 1                                      | 3                                      | Монреаль                               |                                        |                                        |
| 21 квітня                              | Монреаль                               | 4                                      | 1                                      | Гартфорд                               |                                        |                                        |
| 23 квітня                              | Монреаль                               | 1                                      | 2                                      | Гартфорд                               | OT                                     |                                        |
| 25 квітня                              | Гартфорд                               | 3                                      | 5                                      | Монреаль                               |                                        |                                        |
| 27 квітня                              | Монреаль                               | 0                                      | 1                                      | Гартфорд                               |                                        |                                        |
| 29 квітня                              | Гартфорд                               | 1                                      | 2                                      | Монреаль                               | OT                                     |                                        |
| Монреаль виграв серію 4:3.             |                                        |                                        |                                        |                                        |                                        |                                        |

| Вашингтон Кепіталс та Нью-Йорк Рейнджерс | Вашингтон Кепіталс та Нью-Йорк Рейнджерс | Вашингтон Кепіталс та Нью-Йорк Рейнджерс | Вашингтон Кепіталс та Нью-Йорк Рейнджерс | Вашингтон Кепіталс та Нью-Йорк Рейнджерс | Вашингтон Кепіталс та Нью-Йорк Рейнджерс | Вашингтон Кепіталс та Нью-Йорк Рейнджерс |
| Дата                                     | Господарі                                | Господарі                                | Гості                                    | Гості                                    | Примітки                                 |                                          |
| ---------------------------------------- | ---------------------------------------- | ---------------------------------------- | ---------------------------------------- | ---------------------------------------- | ---------------------------------------- | ---------------------------------------- |
| 17 квітня                                | Н-Й Рейнджерс                            | 4                                        | 3                                        | Вашингтон                                | OT                                       |                                          |
| 19 квітня                                | Н-Й Рейнджерс                            | 1                                        | 8                                        | Вашингтон                                |                                          |                                          |
| 21 квітня                                | Вашингтон                                | 6                                        | 3                                        | Н-Й Рейнджерс                            |                                          |                                          |
| 23 квітня                                | Вашингтон                                | 5                                        | 6                                        | Н-Й Рейнджерс                            | OT                                       |                                          |
| 25 квітня                                | Н-Й Рейнджерс                            | 4                                        | 2                                        | Вашингтон                                |                                          |                                          |
| 27 квітня                                | Вашингтон                                | 1                                        | 2                                        | Н-Й Рейнджерс                            |                                          |                                          |
| Н-Й Рейнджерс виграв серію 4:2.          |                                          |                                          |                                          |                                          |                                          |                                          |

Конференція Кларенса Кемпбела
| Сент-Луїс Блюз та Торонто Мейпл-Ліфс | Сент-Луїс Блюз та Торонто Мейпл-Ліфс | Сент-Луїс Блюз та Торонто Мейпл-Ліфс | Сент-Луїс Блюз та Торонто Мейпл-Ліфс | Сент-Луїс Блюз та Торонто Мейпл-Ліфс | Сент-Луїс Блюз та Торонто Мейпл-Ліфс | Сент-Луїс Блюз та Торонто Мейпл-Ліфс |
| Дата                                 | Господарі                            | Господарі                            | Гості                                | Гості                                | Примітки                             |                                      |
| ------------------------------------ | ------------------------------------ | ------------------------------------ | ------------------------------------ | ------------------------------------ | ------------------------------------ | ------------------------------------ |
| 18 квітня                            | Торонто                              | 1                                    | 6                                    | Сент-Луїс                            |                                      |                                      |
| 20 квітня                            | Торонто                              | 3                                    | 0                                    | Сент-Луїс                            |                                      |                                      |
| 22 квітня                            | Сент-Луїс                            | 2                                    | 5                                    | Торонто                              |                                      |                                      |
| 24 квітня                            | Сент-Луїс                            | 7                                    | 4                                    | Торонто                              |                                      |                                      |
| 26 квітня                            | Торонто                              | 3                                    | 4                                    | Сент-Луїс                            | OT                                   |                                      |
| 28 квітня                            | Сент-Луїс                            | 3                                    | 5                                    | Торонто                              |                                      |                                      |
| 30 квітня                            | Торонто                              | 1                                    | 2                                    | Сент-Луїс                            |                                      |                                      |
| Сент-Луїс виграв серію 4:3.          |                                      |                                      |                                      |                                      |                                      |                                      |

| Едмонтон Ойлерс та Калгарі Флеймс | Едмонтон Ойлерс та Калгарі Флеймс | Едмонтон Ойлерс та Калгарі Флеймс | Едмонтон Ойлерс та Калгарі Флеймс | Едмонтон Ойлерс та Калгарі Флеймс | Едмонтон Ойлерс та Калгарі Флеймс | Едмонтон Ойлерс та Калгарі Флеймс |
| Дата                              | Господарі                         | Господарі                         | Гості                             | Гості                             | Примітки                          |                                   |
| --------------------------------- | --------------------------------- | --------------------------------- | --------------------------------- | --------------------------------- | --------------------------------- | --------------------------------- |
| 18 квітня                         | Калгарі                           | 4                                 | 1                                 | Едмонтон                          |                                   |                                   |
| 20 квітня                         | Калгарі                           | 5                                 | 6                                 | Едмонтон                          | OT                                |                                   |
| 22 квітня                         | Едмонтон                          | 2                                 | 3                                 | Калгарі                           |                                   |                                   |
| 24 квітня                         | Едмонтон                          | 7                                 | 4                                 | Калгарі                           |                                   |                                   |
| 26 квітня                         | Калгарі                           | 4                                 | 1                                 | Едмонтон                          |                                   |                                   |
| 28 квітня                         | Едмонтон                          | 5                                 | 2                                 | Калгарі                           |                                   |                                   |
| 30 квітня                         | Калгарі                           | 3                                 | 2                                 | Едмонтон                          |                                   |                                   |
| Калгарі виграв серію 4:3.         |                                   |                                   |                                   |                                   |                                   |                                   |

### Півфінали
| Конференція Принца Уельського            | Конференція Принца Уельського            | Конференція Принца Уельського            | Конференція Принца Уельського            | Конференція Принца Уельського            | Конференція Принца Уельського            | Конференція Принца Уельського            |
| Монреаль Канадієнс та Нью-Йорк Рейнджерс | Монреаль Канадієнс та Нью-Йорк Рейнджерс | Монреаль Канадієнс та Нью-Йорк Рейнджерс | Монреаль Канадієнс та Нью-Йорк Рейнджерс | Монреаль Канадієнс та Нью-Йорк Рейнджерс | Монреаль Канадієнс та Нью-Йорк Рейнджерс | Монреаль Канадієнс та Нью-Йорк Рейнджерс |
| Дата                                     | Господарі                                | Господарі                                | Гості                                    | Гості                                    | Примітки                                 |                                          |
| ---------------------------------------- | ---------------------------------------- | ---------------------------------------- | ---------------------------------------- | ---------------------------------------- | ---------------------------------------- | ---------------------------------------- |
| 1 травня                                 | Н-Й Рейнджерс                            | 1                                        | 2                                        | Монреаль                                 |                                          |                                          |
| 3 травня                                 | Н-Й Рейнджерс                            | 2                                        | 6                                        | Монреаль                                 |                                          |                                          |
| 5 травня                                 | Монреаль                                 | 4                                        | 3                                        | Н-Й Рейнджерс                            | OT                                       |                                          |
| 7 травня                                 | Монреаль                                 | 0                                        | 2                                        | Н-Й Рейнджерс                            |                                          |                                          |
| 9 травня                                 | Н-Й Рейнджерс                            | 1                                        | 3                                        | Монреаль                                 |                                          |                                          |
| Монреаль виграв серію 4:1.               |                                          |                                          |                                          |                                          |                                          |                                          |

| Конференція Кларенса Кемпбела    | Конференція Кларенса Кемпбела    | Конференція Кларенса Кемпбела    | Конференція Кларенса Кемпбела    | Конференція Кларенса Кемпбела    | Конференція Кларенса Кемпбела    | Конференція Кларенса Кемпбела    |
| Калгарі Флеймс та Сент-Луїс Блюз | Калгарі Флеймс та Сент-Луїс Блюз | Калгарі Флеймс та Сент-Луїс Блюз | Калгарі Флеймс та Сент-Луїс Блюз | Калгарі Флеймс та Сент-Луїс Блюз | Калгарі Флеймс та Сент-Луїс Блюз | Калгарі Флеймс та Сент-Луїс Блюз |
| Дата                             | Господарі                        | Господарі                        | Гості                            | Гості                            | Примітки                         |                                  |
| -------------------------------- | -------------------------------- | -------------------------------- | -------------------------------- | -------------------------------- | -------------------------------- | -------------------------------- |
| 2 травня                         | Сент-Луїс                        | 3                                | 2                                | Калгарі                          |                                  |                                  |
| 4 травня                         | Сент-Луїс                        | 2                                | 8                                | Калгарі                          |                                  |                                  |
| 6 травня                         | Калгарі                          | 5                                | 3                                | Сент-Луїс                        |                                  |                                  |
| 8 травня                         | Калгарі                          | 2                                | 5                                | Сент-Луїс                        |                                  |                                  |
| 10 травня                        | Сент-Луїс                        | 2                                | 4                                | Калгарі                          |                                  |                                  |
| 12 травня                        | Калгарі                          | 5                                | 6                                | Сент-Луїс                        | OT                               |                                  |
| 14 травня                        | Сент-Луїс                        | 1                                | 2                                | Калгарі                          |                                  |                                  |
| Калгарі виграв серію 4:3.        |                                  |                                  |                                  |                                  |                                  |                                  |

### Фінал Кубка Стенлі
| Калгарі Флеймс та Монреаль Канадієнс | Калгарі Флеймс та Монреаль Канадієнс | Калгарі Флеймс та Монреаль Канадієнс | Калгарі Флеймс та Монреаль Канадієнс | Калгарі Флеймс та Монреаль Канадієнс | Калгарі Флеймс та Монреаль Канадієнс | Калгарі Флеймс та Монреаль Канадієнс |
| Дата                                 | Господарі                            | Господарі                            | Гості                                | Гості                                | Примітки                             |                                      |
| ------------------------------------ | ------------------------------------ | ------------------------------------ | ------------------------------------ | ------------------------------------ | ------------------------------------ | ------------------------------------ |
| 16 травня                            | Монреаль                             | 2                                    | 5                                    | Калгарі                              |                                      |                                      |
| 18 травня                            | Монреаль                             | 3                                    | 2                                    | Калгарі                              | OT                                   |                                      |
| 20 травня                            | Калгарі                              | 3                                    | 5                                    | Монреаль                             |                                      |                                      |
| 22 травня                            | Калгарі                              | 0                                    | 1                                    | Монреаль                             |                                      |                                      |
| 24 травня                            | Монреаль                             | 4                                    | 3                                    | Калгарі                              |                                      |                                      |
| Монреаль виграв серію 4:1.           |                                      |                                      |                                      |                                      |                                      |                                      |

## Статистика

### Найкращі бомбардири плей-оф
| Гравець           | Команда            | І  | Г  | П  | О  |
| ----------------- | ------------------ | -- | -- | -- | -- |
| Дуг Гілмор        | Сент-Луїс Блюз     | 19 | 9  | 12 | 21 |
| Берні Федерко     | Сент-Луїс Блюз     | 19 | 7  | 14 | 21 |
| Джо Маллен        | Калгарі Флеймс     | 21 | 12 | 7  | 19 |
| Вейн Грецкі       | Едмонтон Ойлерс    | 10 | 8  | 11 | 19 |
| Матс Неслунд      | Монреаль Канадієнс | 20 | 8  | 11 | 19 |
| Ел Мак-Інніс      | Калгарі Флеймс     | 21 | 4  | 15 | 19 |
| Ленні Мак-Дональд | Калгарі Флеймс     | 22 | 11 | 7  | 18 |
| Пол Райнгарт      | Калгарі Флеймс     | 21 | 5  | 13 | 18 |
| Грег Паславський  | Сент-Луїс Блюз     | 17 | 10 | 7  | 17 |
| П'єр Ларуш        | Нью-Йорк Рейнджерс | 16 | 8  | 9  | 17 |